# Аркејдија (Луизијана)
Аркејдија (енгл. Arcadia) град је у америчкој савезној држави Луизијана.

## Демографија
По попису из 2010. године број становника је 2.919, што је 122 (-4,0%) становника мање него 2000. године.
| Група             | 2000.         | 2010.         |
| Белци             | 1.141 (37,5%) | 912 (31,2%)   |
| Афроамериканци    | 1.842 (60,6%) | 1.895 (64,9%) |
| Азијати           | 3 (0,1%)      | 17 (0,6%)     |
| Хиспаноамериканци | 49 (1,6%)     | 65 (2,2%)     |
| Укупно            | 3.041         | 2.919         |